# Syriska socialnationalistiska partiet
Syriska socialnationalistiska partiet, förkortat SSNP, (arabiska: الحزب السوري القومي الاجتماعي/al-hazab souri al-qumi alajtamaai) är ett nationalistiskt parti i Syrien och Libanon, som grundades av den grekisk-ortodoxe filosofen och aktivisten Antoun Saadeh i Libanon ca 1932.

## Historia
Partiet var förbjudet i Syrien 1955-2005, men tolererades inofficiellt sedan 1970-talet. Sedan 2005 ingår det i den styrande koalition som leds av det socialistiska Baathpartiet.
I Libanon har partiet sedan 1970-talet varit nära lierat med Syrien och andra prosyriska libanesiska och palestinska grupper, trots att man ursprungligen var i svår konflikt med det panarabistiska Baathpartiet.

## Ideologier
SSNP är ett syrisk-nationalistiskt parti, vars främsta krav är upprättandet av "Storsyrien" inom dess "naturliga gränser", d.v.s. i huvudsak omfattande dagens Syrien, Jordanien, Libanon, Israel, Palestina och delar av Turkiet; men också i förlängningen Irak, Kuwait, Cypern och delar av Egypten. Detta skiljer sig från den i området mer allmänt kända panarabismen, som vill ena hela Arabvärlden på etnisk grund. Partiet är sekulärt och anser att den syriska identiteten (snarare än etnisk eller religiös bakgrund) ska komma i första hand, men det anses ha särskilt många kristna medlemmar.

## Bilder

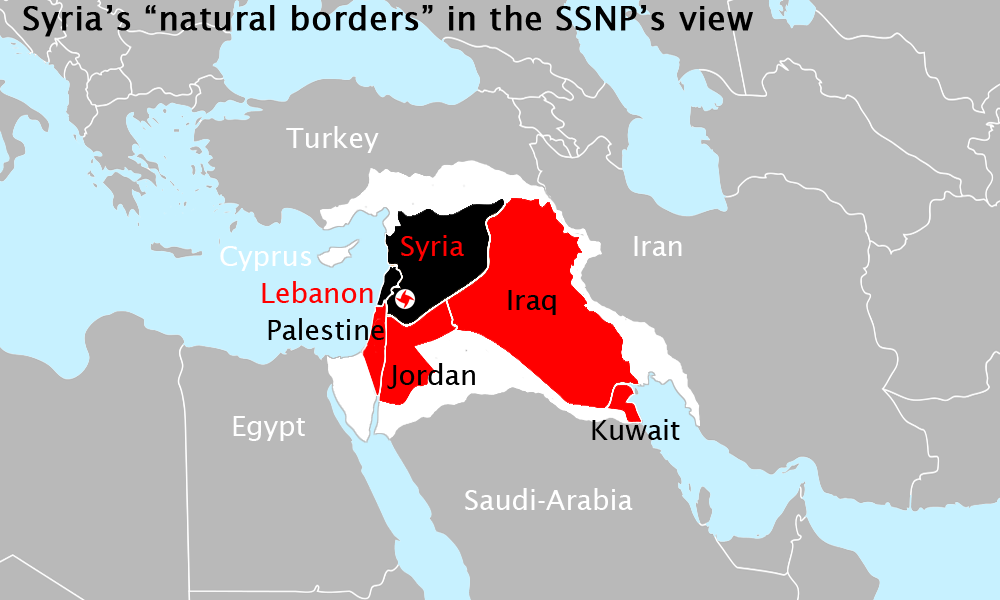
Hur Storsyrien ska se ut, enligt SSNP.